# Henri Troyat
Henri Troyat (né Lev Aslanovitch Tarassov ; en russe moderne : Лев Асланович Тарасов, Լևոն Թորոսյան (Levon Torosyan) en arménien), né le 2 novembre 1911 (15 novembre 1911 dans le calendrier grégorien) à Moscou (Empire russe) et mort le 3 mars 2007, à Paris 17e, est un écrivain français d'origine arménienne de Russie.
Il reçoit le prix Goncourt pour L'Araigne en 1938, et est élu à l'Académie française en 1959.

## Biographie
Henri Troyat quitte l'Empire russe avec sa famille en 1917 après la révolution d’Octobre. D'origine russe, il confirme l'origine arménienne de ses deux parents dans son livre de souvenirs Un si long chemin, paru en 1976. La famille de son père était installée à Armavir dans le Nord-Caucase, en Russie[réf. souhaitée].
Il fait toutes ses études en France, au lycée Pasteur de Neuilly-sur-Seine. Il obtient ensuite une licence en droit [réf. souhaitée].
Il devient rédacteur à la préfecture de la Seine en 1935. La même année, son premier roman, Faux Jour, reçoit le prix du roman populiste. En 1938, il obtient le prix Goncourt pour son roman L'Araigne.
En 1940, il commence une grande épopée inspirée de ses souvenirs de Russie, Tant que la Terre durera (sept tomes), suivi d'autres suites romanesques et de nombreux romans.
Au cours de sa carrière particulièrement prolifique de romancier et de biographe, il écrit plus d'une centaine d'ouvrages.
Il reçoit pour l'ensemble de son œuvre le prix Max-Barthou de l’Académie française en 1938, le prix littéraire Prince-Pierre-de-Monaco en 1952 et le prix des Ambassadeurs en 1978.
Il est élu membre de l'Académie française en 1959, au fauteuil 28 succédant à Claude Farrère.
Henri Troyat meurt à Paris dans la nuit du 2 au 3 mars 2007, à l'âge de 95 ans. Une cérémonie religieuse a lieu le 9 mars à la cathédrale Saint-Alexandre-Nevsky, avant son inhumation au cimetière du Montparnasse. Son épouse était décédée en 1997.

### Condamnation pour plagiat
En 2003, Henri Troyat et les éditions Flammarion ont été condamnés pour plagiat (« contrefaçon partielle » est le terme juridique) concernant sa biographie de Juliette Drouet, la maîtresse de Victor Hugo, publiée en 1997. La cour d'appel de Paris les a condamnés à verser 45 000 euros de dommages-intérêts à Gérard Pouchain et Robert Sabourin, auteurs du livre Juliette Drouet ou la Dépaysée (éditions Fayard, 1992). Henri Troyat s'est pourvu en cassation, puis s'est désisté.

## Honneurs et distinctions
- Membre de l'Académie française depuis le 21 mai 1959. À la date de sa mort, début mars 2007, il en était le plus ancien membre (doyen d'élection), après avoir été le benjamin de l'Institution jusqu'au 8 décembre 1966 et l'élection de Maurice Druon.

### Décorations
- Grand-croix de la Légion d'honneur
- Commandeur de l'ordre national du Mérite
- Commandeur de l'ordre des Arts et des Lettres

### Hommage
- L'Office des timbres de la principauté de Monaco a honoré Henri Troyat en émettant un timbre-poste à son effigie à l'occasion du centième anniversaire de sa naissance, timbre-poste dessiné par Cyril de La Patellière.

## Œuvre

### Romans
- Faux Jour (1935, Prix du roman populiste)
- Le Vivier (1935)
- Grandeur nature (1936)
- La Clef de voûte (1937)
- L'Araigne (1938, prix Goncourt)
- Judith Madrier (1940)
- Le mort saisit le vif (1942)
- Du philanthrope à la rouquine (1945)
- Le Signe du taureau (1945)
- Suite romanesque : Tant que la terre durera en sept tomes
  - Tant que la terre durera (3 tomes, 1947)
  - Le Sac et la Cendre (2 tomes, 1948)
  - Étrangers sur la terre (2 tomes, 1950)
- La Tête sur les épaules (1951)
- La Neige en deuil (1952)
- Suite romanesque : Les Semailles et les Moissons
  - Les Semailles et les Moissons (tome I, 1953)
  - Amélie (tome II, 1955)
  - La Grive (tome III, 1956)
  - Tendre et Violente Élisabeth (tome IV, 1957)
  - La Rencontre (tome V, 1958)
- La Maison des bêtes heureuses (1956)
- Suite romanesque : La Lumière des Justes
  - Les Compagnons du coquelicot (tome I, 1959)
  - La Barynia (tome II, 1960)
  - La Gloire des vaincus (tome III, 1961)
  - Les Dames de Sibérie (tome IV, 1962)
  - Sophie ou la Fin des combats (tome V, 1963)
- Une extrême amitié (1963)
- Suite romanesque : Les Eygletière
  - Les Eygletière (tome I, 1965)
  - La Faim des lionceaux (tome II, 1966)
  - La Malandre (tome III, 1967)
- Suite romanesque : Les Héritiers de l'avenir
  - Le Cahier (tome I, 1968)
  - Cent un coups de canon (tome II, 1969)
  - L'Éléphant blanc (tome III, 1970)
- La Pierre, la Feuille et les Ciseaux (1972)
- Anne Prédaille (1973)
- Suite romanesque : Le Moscovite
  - Le Moscovite (tome I, 1974)
  - Les Désordres secrets (tome II, 1974)
  - Les Feux du matin (tome III, 1975)
- Le Front dans les nuages (1976)
- Grimbosq (1976)
- Le Prisonnier n°1 (1978)
- Suite romanesque ou Trilogie Viou :
  - Viou (tome I, 1980)
  - À demain, Sylvie (tome II, 1986)
  - Le Troisième Bonheur (tome III, 1987)
- Le Pain de l'étranger (1982)
- La Dérision (1983)
- Marie Karpovna (1984)
- Le Bruit solitaire du cœur (1985)
- Toute ma vie sera mensonge (1988)
- La Gouvernante française (1989)
- La Femme de David (1990)
- Aliocha (1991)
- Youri (1992)
- Le Chant des insensés (1993)
- Le Marchand de masques (1994)
- Le Défi d'Olga (1995)
- Votre très humble et très obéissant serviteur (1996)
- L'Affaire Crémonnière (1997)
- Le Fils du Satrape (1998)
- Namouna ou la Chaleur animale (1999)
- La Ballerine de Saint-Pétersbourg (2000)
- La Fille de l'écrivain (2001)
- L'Étage des bouffons (2002)
- L'Éternel Contretemps (2003)
- La Fiancée de l'ogre (2004)
- La Traque (2006)
- Le Pas du juge (2009)
- La Folie des anges (2009)
- La Perruque de Monsieur Regnard (2010)
- La Voisine de palier (2011)

### Recueils de nouvelles
- La Fosse commune (1939)
- Le Jugement de Dieu (1941)
- Le Geste d'Ève (1964)
- Les Ailes du diable (1966)
- La Rouquine et autres contes fantastiques (1999)
- L'Éternel contretemps (2003)

### Biographies
- 1940 : Dostoievski
- 1946 : Pouchkine
- 1952 : L'Étrange Destin de Lermontov
- 1965 : Tolstoï
- 1971 : Gogol
- 1977 : Catherine la Grande (prix des Ambassadeurs 1978)
- 1979 : Pierre le Grand
- 1981 : Alexandre Ier
- 1982 : Ivan le Terrible
- 1984 : Tchekhov
- 1985 : Tourgueniev
- 1986 : Gorki
- 1988 : Flaubert
- 1989 : Maupassant
- 1990 : Alexandre II, le tsar libérateur (Alexandre II de Russie)
- 1991 : Nicolas II
- 1992 : Zola
- 1993 : Verlaine
- 1994 : Baudelaire
- 1995 : Balzac
- 1996 : Raspoutine
- 1997 : Juliette Drouet
- 1998 : Terribles Tsarines
- 1998 : Les Turbulences d'une grande famille (famille Lebaudy)
- 1999 : Nicolas Ier
- 2001 : Marina Tsvetaeva, l'éternelle insurgée
- 2002 : Paul Ier, le tsar mal-aimé
- 2004 : La Baronne et le musicien, Madame Von Meck et Tchaïkovski
- 2004 : Alexandre III, le tsar des neiges
- 2005 : Alexandre Dumas, le cinquième mousquetaire
- 2006 : Pasternak
- 2008 : Boris Godounov
- 2010 : Trois mères, trois fils. Madame Baudelaire, Madame Verlaine, Madame Rimbaud
- 2012 : Gontcharov

### Théâtre
- Les Vivants, comédie en trois actes, mise en scène de Raymond Rouleau, Théâtre du Vieux-Colombier, 1946
- Sébastien, pièce en trois actes, mise en scène d'Alfred Pasquali, Théâtre des Bouffes Parisiens, 1er mars 1949

### Essais, voyages, divers
- Les Ponts de Paris, illustré d'aquarelles (1946)
- La Case de l'oncle Sam (1948)
- Sébastien (1949)
- De gratte-ciel en cocotier (1955)
- Sainte Russie, réflexions et souvenirs (1956)
- Le Fauteuil de Claude Farrère, discours à l'Académie française (1959)
- La Vie quotidienne en Russie au temps du dernier tsar (1959)
- Naissance d'une dauphine (1960)
- Un si long chemin (1976)